# Жилярди, Доменико
Доме́нико Жиля́рди (Domenico Gilardi, на русский лад Деме́нтий Ива́нович Жилярди; 1785—1845) — швейцарский архитектор, работавший в Москве. Сын архитектора И. Д. Жилярди, двоюродный брат Алессандро Жилярди. Лично и в соавторстве с А. Г. Григорьевым восстановил разрушенные пожаром 1812 года общественные здания Москвы: Университет, Слободской дворец, Екатерининский институт и др. Автор городских усадеб, здания Опекунского Совета и загородной усадьбы Кузьминки.

## Биография
Швейцарский кантон Тичино издавна поставлял мастеров-строителей (тессинцев) в европейские столицы. Семья Жилярди обосновалась в Москве во 2-й половине XVIII века; отец, Джованни Жилярди работал в Москве штатным архитектором Воспитательного дома. Доменико, родившись в Швейцарии, появился в России в возрасте одиннадцати лет. Начал учиться азам ремесла у художника Феррари; в 1799—1803 годах обучался живописи в Санкт-Петербурге — у Карло Скотти. После смерти Павла I вдовствующая императрица Мария Федоровна предоставила Доменико стипендию и, в конечном итоге, финансируемую государством учебную поездку в Италию, благодаря чему в 1803—1810 годах он продолжил образование в Европе: учился в Академии живописи Брера, изучал искусство и архитектуру. По возвращении в Россию работал в «семейной фирме» в Воспитательном доме.
Пожар 1812 года, разоривший тысячи семейств, оказался золотой жилой для архитекторов. В 1813 году Доменико Жилярди поступил в Экспедицию кремлёвского строения, работал над восстановлением Колокольни Ивана Великого и других зданий Кремля. В 1817 году, когда состарившийся отец вернулся в Швейцарию, Доменико унаследовал его должность архитектора Воспитательного дома. В этом же году он начал свою наиболее известную работу — восстановление здания Московского Университета на Моховой (1817—1819, совместно с Д. Г. Григорьевым), сгоревшего в 1812 году. В следующем году Жилярди получил подряды на восстановление Екатерининского института и Вдовьего дома на Кудринской площади, сосредоточив в своих руках четыре крупных проекта. В 1826—1832 годах Жилярди восстановил Слободской дворец на Лефортовской площади.
Крупнейшая работа Жилярди в новом строительстве — здание Опекунского совета на участке, прилегающем к Воспитательному дому (1823—1826). Это единственная его постройка «в чистом поле», не связанная необходимостью использовать старые фундаменты. Среди привнесенных тичинским архитектором конструктивных приемов в московскую строительную школу следует отметить использование кирпичных пологих парусных сводов. Эти перекрытия, часто украшенные росписями, хорошо сохранились во многих постройках Жилярди.
Жилярди также строил в Москве:

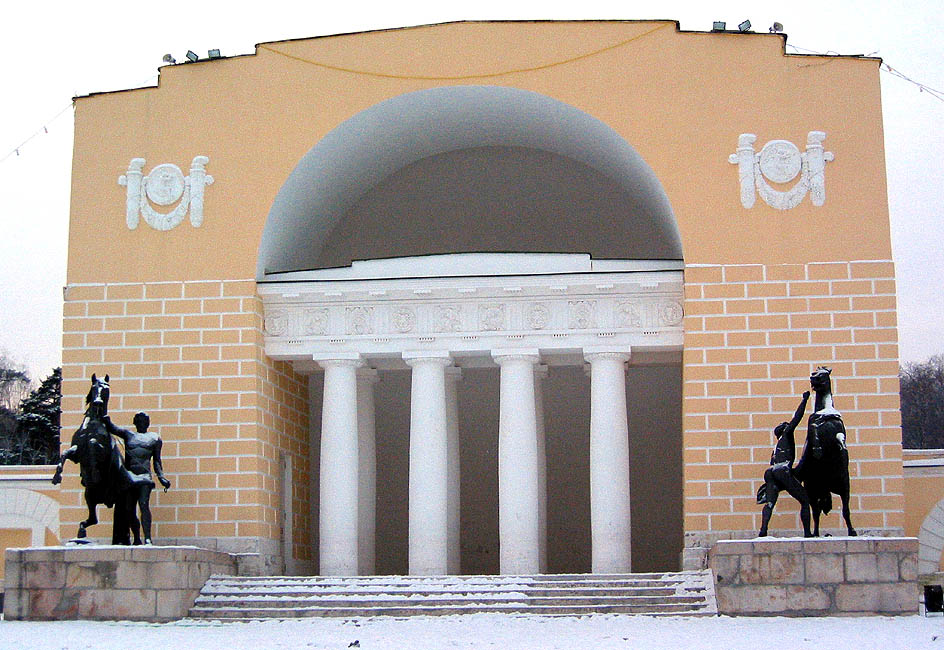
Конный двор в Кузьминках

- Усадьбу Гагариных на Поварской, 25а (1820—1822);
- Дом Лунина на Никитском бульваре, 12, позже дом «Государственного коммерческого банка» (1818—1823);
- Усадьба Усачёвых — Найдёновых («Высокие горы») на Земляном Валу (1829—1831)
- Конный двор и Музыкальный павильон в усадьбе Кузьминки (1820—1832);
- Усадьбу «Студенец» на Пресне.

Реконструкции:
- 1813—1817 — Кремль: помощник архитектора колокольни Ивана Великого;
- 1817—1819 — Московский университет;
- 1818—1824 — Екатерининский институт (современная Суворовская площадь, Москва);
- 1818—1823 — Вдовий дом (Кудринская площадь);
- 1826—1832 — Слободской дворец (Лефортово).

Все эти работы (возможно, исключая усадьбу Гагариных) построены совместно Жилярди и Григорьевым, разделить вклады каждого из мастеров невозможно. Собственный стиль Жилярди (и отчасти Григорьева) опирается на западноевропейский ампир, творчество Луиджи Каньолы и Джованни Антолини, строителей Форума Бонапарта — с их работами Жилярди познакомился во время поездок по странам Западной Европы в 1800-е годы. Ампир Жилярди — итальянский, а не французский, как у петербургских архитекторов.
В 1832 году Жилярди уехал домой, в Швейцарию. На родине его единственной постройкой стала придорожная капелла близ Монтаньолы. В Москве продолжили работу ученики Жилярди: Алессандро Жилярди, Е. Д. Тюрин, М. Д. Быковский.

## Награды
- Орден Святой Анны 2-й степени (16.04.1824, алмазные знаки 23.10.1826)[6]
- Орден Святого Владимира 4-й степени (06.06.1819)[7]